# Ханс Райхенбах
Ханс Фридрих Херберт Гюнтер Райхенбах (на немски: Hans Friedrich Herbert Günther Reichenbach) е германски философ, работил дълго време и в Съединените щати.
Роден е на 26 септември 1891 година в Хамбург в семейство на покръстени евреи. Негов по-голям брат е комунистическият деец Бернхард Райхенбах. Учи строително инженерство, физика, математика и философия в различни университети и през 1915 година се дипломира по философия в Ерлангенския университет. Преподава в Щутгартското висше техническо училище (1920 – 1926) и Хумболтовия университет (1926 – 1933). Утвърждава се като един от водещите представители на логическия емпиризъм и е централна фигура в Берлинския кръг. След установяването на тоталитарния националсоциалистически режим е принуден да напусне Германия и през следващите години работи в Истанбулския университет (1933 – 1938) и Калифорнийския университет – Лос Анджелис (1938 – 1953).
Ханс Райхенбах умира на 9 април 1953 година в Лос Анджелис.